# جرذ المستنقعات الأسترالي
جرذ المستنقعات الأسترالي (الاسم العلمي: Rattus lutreolus) (بالإنجليزية: Australian Swamp Rat)‏ هو نوع من الحيوانات يتبع جنس الجرذ من الفصيلة الفأرية.